# عيسى قحم (عبس)

تعديل مصدري - تعديل

عيسى قحم هي إحدى قرى عزلة بني عضابي بمديرية عبس التابعة لمحافظة حجة، بلغ تعداد سكانها 223 نسمة حسب تعداد اليمن لعام 2004.